# Мыло из нержавеющей стали

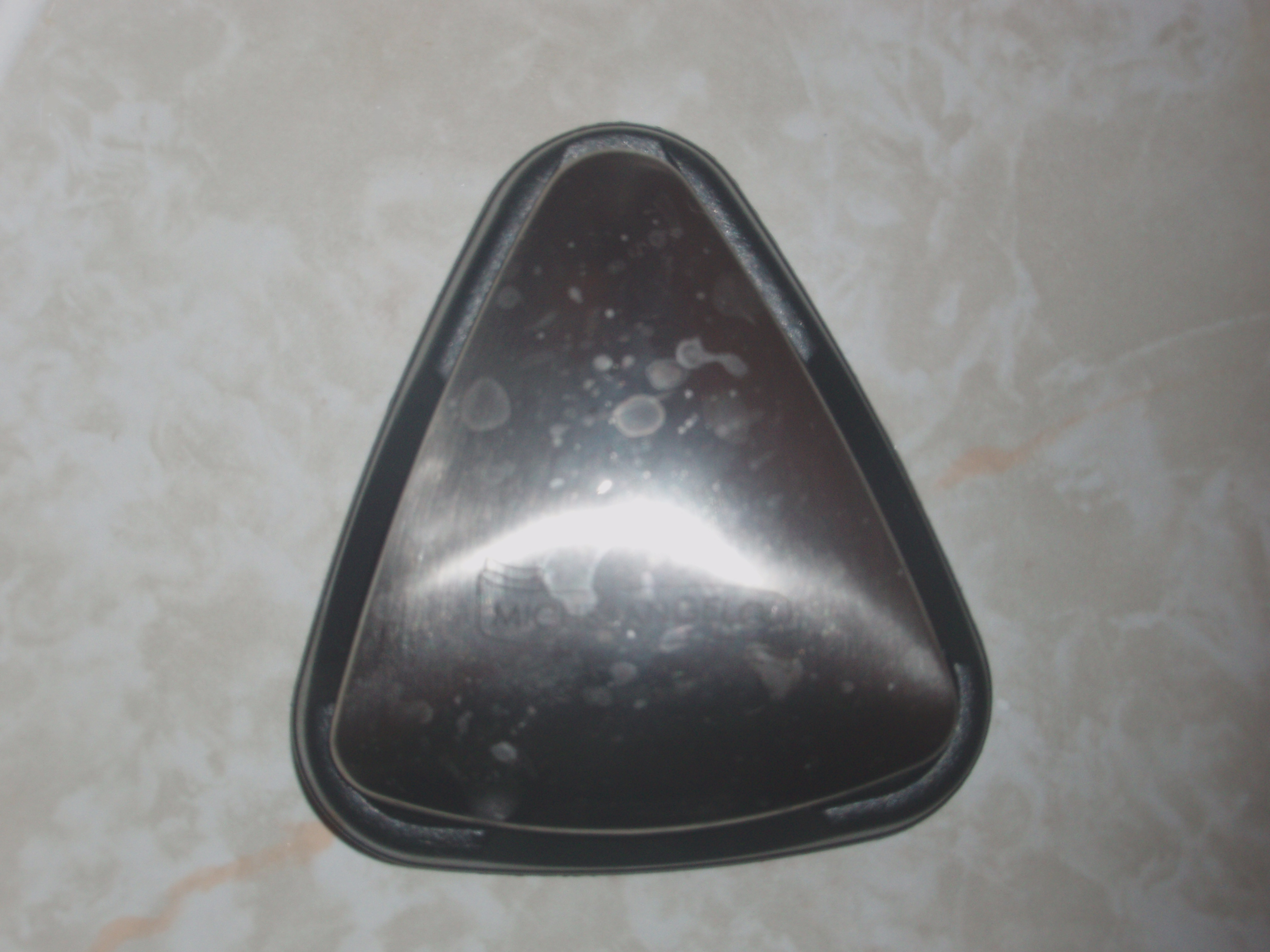

Мыло из нержавеющей стали — кусок нержавеющей стали, которому придана форма куска мыла. Потенциальное назначение — уменьшение или устранение сильного неприятного запаха от рук, связанного, например, с обработкой чеснока, лука или рыбы.
Несмотря на то, что мыло из нержавеющей стали продаётся несколькими компаниями, существует очень мало научных доказательств его эффективности, что вызывает у некоторых экспертов сомнения в целесообразности его использования.